# Lista de episódios de Charmed

Logotipo da série.

A lista dos episódios de Charmed organiza todos os 178 episódios divididos nas oito temporadas exibidas durante os anos de 1998 e 2006. A série, baseada na relação entre irmãs bruxas criadas na cidade de São Francisco, é uma criação de Constance M. Burge, produzida por Brad Kern nos estúdios Spelling Television e estrelada por Holly Marie Combs, Alyssa Milano, Rose McGowan e Shannen Doherty. Conhecido como o seriado mais longo da história protagonizado apenas por mulheres, teve sua continuação lançada em 2001, em forma de gibi. Durante os anos de exibição, recebeu dezoito prêmios em trinta indicações, além de ter ocupado os postos de melhor e segunda mais bem sucedida série de tv da WB.
As oito temporadas de Charmed possuem entre 22 e 23 episódios, com alguns sendo uma continuação, como Charmed Again da quarta etapa e Valhalley of the Dolls da sexta.

## Enredo principal
Charmed iniciou-se com o reencontro das irmãs Prudence, Piper e Phoebe Halliwell após a morte de sua avó, Penny, que lhes deixou o casarão da família em São Francisco. Na primeira noite que passaram juntas, a caçula leu um feitiço do Livro das Sombras, que ela acabara de achar no sótão e que liberou seus poderes mágicos. De acordo com a história contada no B.O.S, a primeira dos seus antepassados profetizou que um dia nasceriam três bruxas boas com poderes para combater forças maléficas, chamdas The Charmed Ones (As Encantadas), as bruxas mais poderosas de todos os tempos. Estas bruxas eram as irmãs Halliwell.
Após a terceira temporada, que encerrou-se com uma grande mudança na vida das bruxas, elas descobriram a existência de uma quarta irmã, fruto da relação de sua mãe, Patty, com o seu anjo-branco, Sam Wilder. Como a união entre uma bruxa e um anjo era proibida na época em que se apaixonaram, a criança foi entregue às freiras de uma igreja vizinha, crescendo com uma família normal, os Matthews, que lhe puseram o nome de Paige. Mais do que jovens unidas no combate a demônios e seres malígnos, a história revelou-se como uma crônica da relação, dos problemas e conflitos comuns entre irmãs que vivem juntas.

## Resumo
As temporadas da série podem ser encontradas em forma de DVD, na internet para download, através do DramaVision da Turner Network Television (TNT)ou no Netflix.:
| Temporada | Temporada | Episódios | Exibição original | Exibição do 1º episódio | Último episódio    |
| --------- | --------- | --------- | ----------------- | ----------------------- | ------------------ |
|           | 1         | 22        | 1998–1999         | 7 de outubro de 1998    | 26 de maio de 1999 |
|           | 2         | 22        | 1999–2000         | 30 de setembro de 1999  | 18 de maio de 2000 |
|           | 3         | 22        | 2000–2001         | 5 de outubro de 2000    | 17 de maio de 2001 |
|           | 4         | 22        | 2001–2002         | 4 de outubro de 2001    | 16 de maio de 2002 |
|           | 5         | 23        | 2002–2003         | 22 de setembro de 2002  | 11 de maio de 2003 |
|           | 6         | 23        | 2003–2004         | 28 de setembro de 2003  | 16 de maio de 2004 |
|           | 7         | 22        | 2004–2005         | 12 de Setembro de 2004  | 22 de maio de 2005 |
|           | 8         | 22        | 2005–2006         | 25 de setembro de 2005  | 21 de maio de 2006 |

## Temporadas

### Primeira
A primeira temporada estreou em 7 de outubro de 1998 no canal The WB. A série era exibida às quartas-feiras às 21 horas. A temporada teve 22 episódios e terminou em 26 de maio de 1999. Nesta etapa destaca-se a descoberta das irmãs sobre seus poderes culas- Prue consegue mover objetos com seus olhos e mais tarde com as mãos; Piper tem a habilidade de desacelerar moléculas (o que provoca o efeito de "congelar") e Phoebe adquire o dom da premonição - e sua família, bem como a sua re-conexão como irmãs. Phoebe, que mudou-se para Nova Iorque após a morte de sua avó, retorna e passa a dividir a casa com Piper e Prue. Os personagens Leo, Morris e Andy também são apresentados.
| Ep # | Título                                  | Diretor(es)                                                    | Argumentista(s)                                 | Data de transmissão     |
| ---- | --------------------------------------- | -------------------------------------------------------------- | ----------------------------------------------- | ----------------------- |
| 1    | "Something Wicca This Way Comes"        | John T. Kretchmer                                              | Constance M. Burge                              | 7 de outubro de 1998    |
| 2    | "I've Got You Under My Skin"            | John T. Kretchmer                                              | Brad Kern                                       | 14 de outubro de 1998   |
| 3    | "Thank You For not Morphing"            | Zack Estrin & Chris Levinson                                   | Ellen S. Pressman                               | 21 de outubro de 1998   |
| 4    | "Dead Man Dating"                       | Javier Grillo-Marxuach                                         | Richard Compton                                 | 28 de outubro de 1998   |
| 5    | "Dream Sorcerer"                        | Constance M. Burge                                             | Nick Marck                                      | 4 de novembro de 1998   |
| 6    | "The Wedding from Hell"                 | Greg Elliot & Michael Perricone                                | Richard Ginty                                   | 11 de novembro de 1998  |
| 7    | "The Fourth Sister"                     | Edithe Swensen                                                 | Gilbert Adler                                   | 18 de Novembro de 1998  |
| 8    | "The Truth is Out There...and It Hurts" | Zack Estrin & Chris Levinson                                   | James A. Contner                                | 25 de novembro de 1998  |
| 9    | "The Witch Is Back"                     | Sheryl J. Anderson                                             | Richard Denault                                 | 16 de Dezembro de 1998  |
| 10   | "Wicca Envy"                            | Brad Kern & Sheryl J. Anderson                                 | Mel Damski                                      | 13 de janeiro de 1999   |
| 11   | "Feats of Clay"                         | Michael Perricone & Greg Elliot & Chris Levinson & Zack Estrin | Kevin Inch                                      | 20 de janeiro de 1999   |
| 12   | "The Wendigo"                           | Edithe Swensen                                                 | James L. Conway                                 | 3 de fevereiro de 1999  |
| 13   | "From Fear to Eternity"                 | Tony Blake & Paul Jackson                                      | Les Sheldon                                     | 10 de fevereiro de 1999 |
| 14   | "Secrets and Guys"                      | Constance M. Burge & Sheryl J. Anderson                        | James A. Contner                                | 17 de fevereiro de 1999 |
| 15   | "Is There A Woogy In The House?"        | Zack Estrin & Chris Levinson                                   | John T. Kretchmer                               | 24 de fevereiro de 1999 |
| 16   | "Which Prue is It, Anyway?"             | Javier Grillo-Marxuach                                         | John Behring                                    | 3 de março de 1999      |
| 17   | "That '70s Episode"                     | Sheryl J. Anderson                                             | Richard Denault (credited as "Richard Compton") | 7 de abril de 1999      |
| 18   | "When Bad Warlocks Turn Good"           | Edithe Swensen                                                 | Kevin Inch                                      | 28 de abril de 1999     |
| 19   | "Out of Sight"                          | Tony Blake & Paul Jackson                                      | Craig Zisk                                      | 5 de maio de 1999       |
| 20   | "The Power of Two"                      | Brad Kern                                                      | Elodie Keene                                    | 12 de maio de 1999      |
| 21   | "Love Hurts"                            | Chris Levinson & Zack Estrin & Javier Grillo-Marxuach          | James Whitmore Jr.                              | 19 de maio de 1999      |
| 22   | "Déjà Vu All Over Again"                | Brad Kern & Constance M. Burge                                 | Les Sheldon                                     | 26 de maio de 1999      |

### Segunda
Apesar da perda da Andy em um confronto contra demônios, as irmãs comemoram seu primeiro ano como bruxas. Após um tempo afastado, Leo, agora como o anjo branco delas, retorna, e o amigo Morris descobre que elas são bruxas. Nesta fase, dois poderosos inimigos tornam-se de conhecimento do público - A Fonte e a Tríade. Prue descobre ainda um novo poder - a projeção astral.
| Ep #    | Título                                 | Argumentista(s)                          | Diretor(es)        | Data de transmissão     |
| ------- | -------------------------------------- | ---------------------------------------- | ------------------ | ----------------------- |
| 23 (1)  | "Witch Trial"                          | Brad Kern                                | Craig Zisk         | 30 de setembro de 1999  |
| 24 (2)  | "Morality Bites"                       | Chris Levinson & Zack Estrin             | John Behring       | 7 de outubro de 1999    |
| 25 (3)  | "The Painted World"                    | Constance M. Burge                       | Kevin Inch         | 14 de outubro de 1999   |
| 26 (4)  | "The Devil's Music"                    | David Simkins                            | Richard Compton    | 21 de outubro de 1999   |
| 27 (5)  | "She's a Man, Baby, a Man!"            | Javier Grillo-Marxuach                   | Martha Mitchell    | 4 de novembro de 1999   |
| 28 (6)  | "That Old Black Magic"                 | Vivian Mayhew & Valerie Mayhew           | James L. Conway    | 11 de novembro de 1999  |
| 29 (7)  | "They're Everywhere"                   | Sheryl J. Anderson                       | Mel Damski         | 18 de novembro de 1999  |
| 30 (8)  | "P3 H2O"                               | Chris Levinson & Zack Estrin             | John Behring       | 9 de dezembro de 1999   |
| 31 (9)  | "Ms. Hellfire"                         | Sheryl J. Anderson & Constance M. Burge  | Craig Zisk         | 13 de janeiro de 2000   |
| 32 (10) | "Heartbreak City"                      | David Simkins                            | Michael Zinberg    | 20 de janeiro de 2000   |
| 33 (11) | "Reckless Abandon"                     | Javier Grillo-Marxuach                   | Craig Zisk         | 27 de janeiro de 2000   |
| 34 (12) | "Awakened"                             | Valerie Mayhew & Vivian Mayhew           | Anson Williams     | 3 de fevereiro de 2000  |
| 35 (13) | "Animal Pragmatism"                    | Chris Levinson & Zack Estrin             | Don Kurt           | 10 de fevereiro de 2000 |
| 36 (14) | "Pardon My Past"                       | Michael Gleason                          | John Paré          | 17 de fevereiro de 2000 |
| 37 (15) | "Give Me a Sign"                       | Sheryl J. Anderson                       | James A. Contner   | 24 de fevereiro de 2000 |
| 38 (16) | "Murphy's Luck"                        | David Simkins                            | John Behring       | 30 de março de 2000     |
| 39 (17) | "How to Make a Quilt Out of Americans" | Javier Grillo-Marxuach & Robert Masello  | Kevin Inch         | 6 de abril de 2000      |
| 40 (18) | "Chick Flick"                          | Zack Estrin & Chris Levinson             | Michael Schultz    | 20 de abril de 2000     |
| 41 (19) | "Ex Libris"                            | Peter Chomsky & Brad Kern                | Joel J. Feigenbaum | 27 de abril de 2000     |
| 42 (20) | "Astral Monkey"                        | David Simkins & Constance M. Burge       | Craig Zisk         | 4 de maio de 2000       |
| 43 (21) | "Apocalypse Not"                       | Sanford Golden & Sheryl J. Anderson      | Michael Zinberg    | 11 de maio de 2000      |
| 44 (22) | "Be Careful What You Witch For"        | Chris Levinson & Zack Estrin & Brad Kern | Shannen Doherty    | 18 de maio de 2000      |

### Terceira
É apenas nesta fase que a Fonte aparece para as irmãs como oponente, após o demônio Belthazor eliminar a Tríade. Este, cuja forma humana apaixona-se por Phoebe, acaba por tornar-se um poderoso aliado/oponente. Piper e Phoebe desenvolvem seus novos poderes: a irmã do meio agora consegue também acelerar as partículas (o que causa o efeito de "explosões") e a caçula passa a levitar. Piper casa-se com seu anjo branco e Prue é morta por Shax, até então o assassino preferido da Fonte.
| Ep #    | Título                                | Argumentista(s)                                           | Diretor(es)        | Data de transmissão     |
| ------- | ------------------------------------- | --------------------------------------------------------- | ------------------ | ----------------------- |
| 45 (01) | "The Honeymoon's Over"                | Brad Kern                                                 | James L. Conway    | 5 de outubro de 2000    |
| 46 (02) | "Magic Hour"                          | Chris Levinson & Zack Estrin                              | John Behring       | 12 de outubro de 2000   |
| 47 (03) | "Once Upon a Time"                    | Krista Vernoff                                            | Joel J. Feigenbaum | 19 de outubro de 2000   |
| 48 (04) | "All Halliwell's Eve"                 | Sheryl J. Anderson                                        | Richard Compton    | 26 de outubro de 2000   |
| 49 (05) | "Sight Unseen"                        | William Schmidt                                           | Perry Lang         | 2 de novembro de 2000   |
| 50 (06) | "Primrose Empath"                     | Daniel Cerone                                             | Mel Damski         | 9 de novembro de 2000   |
| 51 (07) | "Power Outage"                        | Monica Breen, Alison Schapker                             | Craig Zisk         | 16 de novembro de 2000  |
| 52 (08) | "Sleuthing with the Enemy"            | Peter Hume                                                | Noel Nosseck       | 14 de dezembro de 2000  |
| 53 (09) | "Coyote Piper"                        | Krista Vernoff                                            | Chris Long         | 11 de Janeiro de 2001   |
| 54 (10) | "We All Scream for Ice Cream"         | Chris Levinson, Zack Estrin                               | Allan Kroeker      | 19 de janeiro de 2001   |
| 55 (11) | "Blinded by the Whitelighter"         | Nell Scovell                                              | David Straiton     | 26 de janeiro de 2001   |
| 56 (12) | "Wrestling with Demons"               | Sheryl J. Anderson                                        | Joel J. Feigenbaum | 1 de fevereiro de 2001  |
| 57 (13) | "Bride and Gloom"                     | William Schmidt                                           | Chris Long         | 8 de fevereiro de 2001  |
| 58 (14) | "The Good, the Bad, and the Cursed"   | Monica Breen, Alison Schapker                             | Shannen Doherty    | 15 de fevereiro de 2001 |
| 59 (15) | "Just Harried"                        | Daniel Cerone                                             | Mel Damski         | 22 de fevereiro de 2001 |
| 60 (16) | "Death Takes a Halliwell"             | Krista Vernoff                                            | Jon Pare           | 15 de março de 2001     |
| 61 (17) | "Pre-Witched"                         | Chris Levinson, Zack Estrin                               | David Straiton     | 22 de março de 2001     |
| 62 (18) | "Sin Francisco"                       | Nell Scovell                                              | Joel J. Feigenbaum | 19 de abril de 2001     |
| 63 (19) | "The Demon Who Came in from the Cold" | Sheryl J. Anderson                                        | Anson Williams     | 26 de abril de 2001     |
| 64 (20) | "Exit Strategy"                       | Peter Hume, Daniel Cerone                                 | Joel J. Feigenbaum | 3 de maio de 2001       |
| 65 (21) | "Look Who's Barking"                  | Monica Breen, Alison Schapker, Curtis Kheel, Curtis Kheel | John Behring       | 10 de maio de 2001      |
| 66 (22) | "All Hell Breaks Loose"               | Brad Kern                                                 | Shannen Doherty    | 17 de maio de 2001      |

### Quarta
Nesta nova fase as irmãs descobrem o segredo de sua mãe, Patty: uma quarta irmã, fruto do relacionamento com seu anjo branco, Sam. Paige foi dada para adoção quando bebê, já que seus pais temiam por sua segurança, em virtude de seu romance ser algo proibido até então. A Fonte é derrotada e Cole acaba por se tornar o novo inimigo.
| Ep #    | Título                        | Argumentista(s)                         | Diretor(es)         | Data de transmissão     |
| ------- | ----------------------------- | --------------------------------------- | ------------------- | ----------------------- |
| 67 (01) | "Charmed Again (Part 1)"*     | Brad Kern                               | Michael Schultz     | 4 de outubro de 2001    |
| 68 (02) | "Charmed Again (Part 2)"*     | Brad Kern                               | Mel Damski          | 4 de outubro de 2001    |
| 69 (03) | "Hell Hath No Fury"           | Krista Vernoff                          | Chris Long          | 11 de outubro de 2001   |
| 70 (04) | "Enter the Demon"             | Daniel Cerone                           | Joel J. Feigenbaum  | 18 de outubro de 2001   |
| 71 (05) | "Size Matters"                | Nell Scovell                            | Noel Nosseck        | 25 de outubro de 2001   |
| 72 (06) | "A Knight to Remember"        | Alison Schapker, Monica Breen           | David Straiton      | 1 de novembro de 2001   |
| 73 (07) | "Brain Drain"                 | Curtis Kheel                            | John Behring        | 8 de novembro de 2001   |
| 74 (08) | "Black as Cole"               | Abbey Campbell, Brad Kern, Nell Scovell | Les Landau          | 15 de novembro de 2001  |
| 75 (09) | "Muse to My Ears"             | Krista Vernoff                          | Joel J. Feigenbaum  | 13 de dezembro de 2001  |
| 76 (10) | "A Paige from the Past"       | Daniel Cerone                           | James L. Conway     | 17 de janeiro de 2002   |
| 77 (11) | "Trial by Magic"              | Michael Gleason                         | Chip Scott Laughlin | 31 de janeiro de 2002   |
| 78 (12) | "Lost and Bound"              | Nell Scovell                            | Noel Nosseck        | 7 de fevereiro de 2002  |
| 79 (13) | "Charmed and Dangerous"       | Alison Schapker, Monica Breen           | Jon Paré            | 14 de fevereiro de 2002 |
| 80 (14) | "The Three Faces of Phoebe"   | Curtis Kheel                            | Joel J. Feigenbaum  | 14 de março de 2002     |
| 81 (15) | "Marry-Go-Round"              | Daniel Cerone                           | Chris Long          | 21 de março de 2002     |
| 82 (16) | "The Fifth Halliwheel"        | Krista Vernoff                          | David Straiton      | 28 de março de 2002     |
| 83 (17) | "Saving Private Leo"          | Daniel Cerone, Doug E. Jones            | John Behring        | 18 de abril de 2002     |
| 84 (18) | "Bite Me"                     | Curtis Kheel                            | John T. Kretchmer   | 25 de abril de 2002     |
| 85 (19) | "We're Off to See The Wizard" | Alison Schapker, Monica Breen           | Timothy Lonsdale    | 2 de maio de 2002       |
| 86 (20) | "Long Live the Queen"         | Krista Vernoff                          | Jon Paré            | 9 de maio de 2002       |
| 87 (21) | "Womb Raider"                 | Daniel Cerone                           | Mel Damski          | 16 de maio de 2002      |
| 88 (22) | "Witch Way Now?"              | Brad Kern                               | Brad Kern           | 23 de maio de 2002      |

### Quinta
No decorrer desta etapa, o casal Piper e Leo tiveram seu primeiro filho, Wyatt, que desenvolveu um indestrutível escudo protetor. Em toda a linhagem da família, o pequeno foi o primeiro rapaz a desenvolver um forte poder. No centésimo episódio, após várias mudanças, Cola finalmente é derrotado.
| Ep #     | Título                           | Argumentista(s)                                           | Diretor(es)                        | Data de transmissão     |
| -------- | -------------------------------- | --------------------------------------------------------- | ---------------------------------- | ----------------------- |
| 089 (01) | "A Witch's Tail (Part 1)"        | Daniel Cerone                                             | James L. Conway                    | 22 de setembro de 2002  |
| 090 (02) | "A Witch's Tail (Part 2)"        | Monica Breen, Alison Schapker                             | Mel Damski                         | 22 de setembro de 2002  |
| 091 (03) | "Happily Ever After"             | Curtis Kheel                                              | John T. Kretchmer                  | 29 de setembro de 2002  |
| 092 (04) | "Siren Song"                     | Krista Vernoff                                            | Joel J. Feigenbaum                 | 6 de outubro de 2002    |
| 093 (05) | "Witches in Tights"              | Mark Wilding                                              | David Straiton                     | 13 de outubro de 2002   |
| 094 (06) | "The Eyes Have It"               | Laurie Parres                                             | James Marshall                     | 20 de outubro de 2002   |
| 095 (07) | "Sympathy for the Demon"         | Henry Alonso Myers                                        | Stuart Gillard                     | 3 de novembro de 2002   |
| 096 (08) | "A Witch in Time"                | Daniel Cerone                                             | John Behring                       | 10 de novembro de 2002  |
| 097 (09) | "Sam I Am"                       | Alison Schapker, Monica Breen                             | Joel J. Feigenbaum                 | 17 de novembro de 2002  |
| 098 (10) | "Y Tu Mummy Tambien"             | Curtis Kheel                                              | Chris Long                         | 5 de janeiro de 2003    |
| 099 (11) | "The Importance of Being Phoebe" | Krista Vernoff                                            | Derek Johansen                     | 12 de janeiro de 2003   |
| 100 (12) | "Centennial Charmed"             | Brad Kern                                                 | James L. Conway                    | 19 de janeiro de 2003   |
| 101 (13) | "House Call"                     | Henry Alonso Myers                                        | Jon Paré                           | 2 de fevereiro de 2003  |
| 102 (14) | "Sand Francisco Dreamin'"        | Alison Schapker, Monica Breen                             | John T. Kretchmer                  | 9 de fevereiro de 2003  |
| 103 (15) | "The Day the Magic Died"         | Daniel Cerone                                             | Stuart Gillard                     | 16 de fevereiro de 2003 |
| 104 (16) | "Baby's First Demon"             | Krista Vernoff                                            | John T. Kretchmer                  | 30 de março de 2003     |
| 105 (17) | "Lucky Charmed"                  | Curtis Kheel                                              | Roxann Dawson                      | 6 de abril de 2003      |
| 106 (18) | "Cat House"                      | Brad Kern                                                 | James L. Conway                    | 13 de abril de 2003     |
| 107 (19) | "Nymphs Just Wanna Have Fun"     | Andrea Stevens, Doug E. Jones                             | Mel Damski                         | 20 de abril de 2003     |
| 108 (20) | "Sense and Sense Ability"        | Brian Krause, Ed Bokinskie, Daniel Cerone, Krista Vernoff | Stewart Schill, Joel J. Feigenbaum | 27 de abril de 2003     |
| 109 (21) | "Necromancing the Stone"         | Henry Alonso Myers, Alison Schapker, Monica Breen         | Jon Paré                           | 4 de maio de 2003       |
| 110 (22) | "Oh My Goddess! (Part 1)"        | Krista Vernoff, Curtis Kheel                              | Jonathan West                      | 11 de maio de 2003      |
| 111 (23) | "Oh My Goddess! (Part 2)"        | Daniel Cerone                                             | Joel J. Feigenbaum                 | 11 de maio de 2003      |

### Sexta
Nesta temporada as bruxas conhecem um jovem vindo do futuro, Chris, que apareceu para salvar o futuro de Wyatt. O rapaz revelou-se o irmão caçula do pequeno Halliwell. É ainda nesta fase que elas descobrem a existência dos cleaners e o tribunal, que retira os poderes ativos de Phoebe.
| Ep #     | Título                                     | Argumentista(s)            | Diretor(es)        | Data de transmissão     |
| -------- | ------------------------------------------ | -------------------------- | ------------------ | ----------------------- |
| 112 (01) | "Valhalley of the Dolls (Part 1)"          | Brad Kern                  | James L. Conway    | 28 de setembro de 2003  |
| 113 (02) | "Valhalley of the Dolls (Part 2)"          | Brad Kern                  | James L. Conway    | 28 de setembro de 2003  |
| 114 (03) | "Forget Me...Not"                          | Henry Alonso Myers         | John T. Kretchmer  | 5 de outubro de 2003    |
| 115 (04) | "The Power of Three Blondes"               | Daniel Cerone              | John Behring       | 12 de outubro de 2003   |
| 116 (05) | "Love's a Witch"                           | Jeannine Renshaw           | Stuart Gillard     | 19 de outubro de 2003   |
| 117 (06) | "My Three Witches"                         | Scott Lipsey, Whip Lipsey  | Joel J. Feigenbaum | 26 de outubro de 2003   |
| 118 (07) | "Soul Survivor"                            | Curtis Kheel               | Mel Damski         | 2 de novembro de 2003   |
| 119 (08) | "Sword and the City"                       | David Simkins              | Derek Johansen     | 9 de novembro de 2003   |
| 120 (09) | "Little Monsters"                          | Julie Hess                 | James L. Conway    | 16 de novembro de 2003  |
| 121 (10) | "Chris-Crossed"                            | Cameron Litvack            | Joel J. Feigenbaum | 23 de novembro de 2003  |
| 122 (11) | "Witchstock"                               | Daniel Cerone              | James A. Contner   | 11 de naneiro de 2004   |
| 123 (12) | "Prince Charmed"                           | Henry Alonso Myers         | David Jackson      | 18 de janeiro de 2004   |
| 124 (13) | "Used Karma"                               | Jeannine Renshaw           | John T. Kretchmer  | 25 de janeiro de 2004   |
| 125 (14) | "The Legend of Sleepy Halliwell"           | Cameron Litvack            | Jon Paré           | 8 de fevereiro de 2004  |
| 126 (15) | "I Dream of Phoebe"                        | Curtis Kheel               | John T. Kretchmer  | 15 de fevereiro de 2004 |
| 127 (16) | "The Courtship of Wyatts Father"           | Brad Kern                  | Joel J. Feigenbaum | 22 de fevereiro de 2004 |
| 128 (17) | "Hyde School Reunion"                      | David Simkins              | David Simkins      | 14 de março de 2004     |
| 129 (18) | "Spin City"                                | Andy Reaser, Doug E. Jones | Mel Damski         | 18 de abril de 2004     |
| 130 (19) | "Crimes and Witch Demeanors"               | Henry Alonso Myers         | John T. Kretchmer  | 25 de abril de 2004     |
| 131 (20) | "A Wrong Day's Journey into Right "        | Cameron Litvack            | Derek Johnson      | 2 de maio de 2004       |
| 132 (21) | "Witch Wars"                               | Krista Vernoff             | David Jackson      | 9 de maio de 2004       |
| 133 (22) | "It's a Bad, Bad, Bad, Bad World (Part 1)" | Jeannine Renshaw           | Jon Paré           | 16 de maio de 2004      |
| 134 (23) | "It's a Bad, Bad, Bad, Bad World (Part 2)" | Curtis Kheel               | Jon Paré           | 16 de maio de 2004      |

### Sétima
Apesar de aparecerem antes, os avatares apenas entraram na vida das irmãs nesta fase. Tentando criar o mundo perfeito, chegam a recrutar Leo. No chamado Mundo Interior, apareceu um novo demônio, Zankhou, que tentava reorganizá-lo e impedir que os avatares criassem o mundo perfeito (Utopia). Ao final da temporada, cansadas de serem perseguidas, as irmãs decidiram se disfarçar para o mundo, fingindo suas mortes.
| Ep #     | Título                            | Argumentista(s)                  | Diretor(es)        | Data de transmissão     |
| -------- | --------------------------------- | -------------------------------- | ------------------ | ----------------------- |
| 135 (1)  | "A Call To Arms"                  | Brad Kern                        | James L. Conway    | 12 de Setembro de 2004  |
| 136 (2)  | "The Bare Witch Project"          | Jeannine Renshaw                 | John T. Kretchmer  | 19 de setembro de 2004  |
| 137 (3)  | "Cheaper By The Coven"            | Mark Wilding                     | Derek Johansen     | 26 de setembro de 2004  |
| 138 (4)  | "Charrrmed!"                      | Cameron Litvack                  | Mel Damski         | 3 de outubro de 2004    |
| 139 (5)  | "Styx Feet Under"                 | Henry Alonso Myers               | Christopher Leitch | 10 de outubro de 2004   |
| 140 (6)  | "Once In A Blue Moon"             | Debra J. Fisher and Erica Messer | John T. Kretchmer  | 17 de outubro de 2004   |
| 141 (7)  | "Someone To Witch Over Me"        | Rob Wright                       | Jon Paré           | 31 de outubro de 2004   |
| 142 (8)  | "Charmed Noir"                    | Curtis Kheel                     | Michael Grossman   | 14 de novembro de 2004  |
| 143 (9)  | "Theres Something About Leo"      | Natalie Antoci and Scott Lipsey  | Derek Johansen     | 21 de novembro de 2004  |
| 144 (10) | "Witchness Protection"            | Jeannine Renshaw                 | David Jackson      | 28 de novembro de 2004  |
| 145 (11) | "Ordinary Witches"                | Mark Wilding                     | Jonathan West      | 16 de janeiro de 2005   |
| 146 (12) | "Extreme Makeover: World Edition" | Cameron Litvack                  | LeVar Burton       | 23 de janeiro de 2005   |
| 147 (13) | "Charmageddon"                    | Henry Alonso Myers               | John T. Kretchmer  | 30 de janeiro de 2005   |
| 148 (14) | "Carpe Demon"                     | Curtis Kheel                     | Stuart Gillard     | 13 de fevereiro de 2005 |
| 149 (15) | "Show Ghouls"                     | Erica Messer                     | Mel Damski         | 20 de fevereiro de 2005 |
| 150 (16) | "The Seven Year Witch"            | Jeannine Renshaw                 | Michael Grossman   | 10 de abril de 2005     |
| 151 (17) | "Scry Hard"                       | Andy Reaser, Doug E. Jones       | Derek E. Johansen  | 17 de abril de 2005     |
| 152 (18) | "Little Box of Horrors"           | Cameron Litvack                  | Jon Paré           | 24 de abril de 2005     |
| 153 (19) | "Freaky Phoebe"                   | Mark Wilding                     | Micheal Grossman   | 1 de maio de 2005       |
| 154 (20) | "Imaginary Fiends"                | Henry Alonso Myers               | Jonathan West      | 8 de maio de 2005       |
| 155 (21) | "Death Becomes Them"              | Curtis Kheel                     | John T. Kretchmer  | 15 de maio de 2005      |
| 156 (22) | "Something Wicca This Way Goes"   | Brad Kern, Rob Wright            | James L. Conway    | 22 de maio de 2005      |

### Oitava
Na oitava e última temporada, as irmãs conheceram Billie, uma nova bruxa. Seu desafio agora seria prepará-la para o futuro. É ainda aqui que suas vidas amorosas finalmente rumam para um caminho feliz. O último episódio, Foverer Charmed, foi ao ar no dia 21 de maio de 2006 no WB. Nele, as irmãs finalmente derrotaram o chamado Poder Supremo. Na última parte, as irmãs revelaram ao público seu próprio futuro, com suas respectivas famílias e a nova geração Halliwell.
| Ep #     | Título                           | Argumentista(s)            | Diretor(es)          | Data de transmissão     |
| -------- | -------------------------------- | -------------------------- | -------------------- | ----------------------- |
| 157 (01) | "Still Charmed & Kicking"        | Brad Kern                  | James L. Conway      | 25 de setembro de 2005  |
| 158 (02) | "Malice in Wonderland"           | Brad Kern                  | Mel Damski           | 2 de outubro de 2005    |
| 159 (03) | "Run Piper, Run"                 | Cameron Litvack            | Derek Johansen       | 9 de outubro de 2005    |
| 160 (04) | "Desperate Housewitches"         | Jeannine Renshaw           | Jon Paré             | 16 de outubro de 2005   |
| 161 (05) | "Re-Witched"                     | Rob Wright                 | John Kretchmer       | 23 de outubro de 2005   |
| 162 (06) | "Kill Billie Vol. 1"             | Elizabeth Hunter           | Michael Grossman     | 30 de outubro de 2005   |
| 163 (07) | "The Lost Picture Show"          | Doug E. Jones, Andy Reaser | Jonathan West        | 6 de novembro de 2005   |
| 164 (08) | "Battle of the Hexes"            | Jeannine Renshaw           | Levar Burton         | 13 de novembro de 2005  |
| 165 (09) | "Hulcus Pocus"                   | Liz Sagal                  | Joel F. Feigenbaum   | 20 de novembro de 2005  |
| 166 (10) | "Vaya Con Leos"                  | Cameron Litvack            | Janice Cooke Leonard | 27 de novembro de 2005  |
| 167 (11) | "Mr. And Mrs. Witch"             | Rob Wright                 | James L. Conway      | 8 de janeiro de 2006    |
| 168 (12) | "Payback's a Witch"              | Brad Kern                  | Mel Damski           | 15 de janeiro de 2006   |
| 169 (13) | "Repo Manor"                     | Doug E. Jones              | Derek Johansen       | 22 de janeiro de 2006   |
| 170 (14) | "12 Angry Zen"                   | Cameron Litvack            | Jon Paré             | 12 de fevereiro de 2006 |
| 171 (15) | "The Last Temptation of Christy" | Liz Sagal, Rick Muirragui  | John Kretchmer       | 19 de fevereiro de 2006 |
| 172 (16) | "Engaged and Confused"           | Jeannine Renshaw           | Stuart Gillard       | 26 de fevereiro de 2006 |
| 173 (17) | "Generation Hex"                 | Rob Wright                 | Michael Grossman     | 16 de abril de 2006     |
| 174 (18) | "The Torn Identity"              | Andy Reaser                | Levar Burton         | 23 de abril de 2006     |
| 175 (19) | "The Jung and the Restless"      | Cameron Litvack            | Derek Johansen       | 30 de abril de 2006     |
| 176 (20) | "Gone with the Witches"          | Jeannine Renshaw           | Jonathan West        | 7 de maio de 2006       |
| 177 (21) | "Kill Billie Vol. 2"             | Brad Kern                  | Jon Paré             | 14 de maio de 2006      |
| 178 (22) | "Forever Charmed"                | Brad Kern                  | James L. Conway      | 21 de maio de 2006      |